# Grendel (comics)
Pour les articles homonymes, voir Grendel (homonymie).
Grendel est une série de bande dessinée américaine créée par Matt Wagner en 1982. Elle s'apparente à différents genres, aventures de super-héros, science-fiction (notamment cyberpunk), politique-fiction, etc.
La série Grendel est basée sur un concept original puisque son héros n'est pas un personnage à proprement parler mais une « force » s'incarnant dans différents personnages au cours de l'histoire. Si l'histoire du premier Grendel, Hunter Rose, est plus particulièrement développée, de nombreux autres Grendels apparaissent au cours des différentes sagas publiées depuis plus de vingt ans, qui ont toutes pour point commun d'inclure le mot Devil dans leurs titres. Selon son créateur Matt Wagner, Grendel est « une étude de la nature de l'agression ».

## Histoire de la série
Le personnage Hunter Rose est apparu en 1982 dans le magazine anthologique de bande dessinée Comico Primer, édité par la compagnie Comico. Ses aventures se poursuivent dans une série de trois épisodes en noir et blanc en 1983, puis son histoire complète est à nouveau racontée de 1984 à 1986 dans une version retravaillée dans la saga Grendel: Devil by the Deed publiée à la fin des épisodes d'une autre série de Matt Wagner, Mage (compilée depuis sous la forme d'un album de 48 pages).
La série mensuelle Grendel dure 40 épisodes, toujours scénarisée par Wagner mais désormais dessinée par différents artistes invités qui se succèdent au cours des différentes sagas de l'histoire, chacune d'entre elles étant consacrée à une nouvelle incarnation de Grendel. Cette série est nommée aux Eisner Award pour les prix de meilleure série régulière, meilleur épisode (le 12e), meilleur scénariste (Matt Wagner) et meilleure équipe artistique (les dessinateurs Arnold et Jacob Pander et le coloriste Jay Geldof).
La compagnie Comico ayant fait faillite, la série fut arrêtée durant plusieurs années, mais Matt Wagner a finalement récupéré les droits de sa création et Grendel put ainsi revenir dans les années 1990 chez l'éditeur Dark Horse. À partir de 1993, la collection Grendel Tales présente des mini-séries de quelques épisodes chacune réalisées par différentes équipes, Matt Wagner se contentant de superviser la vaste fresque aux nombreuses ramifications qui s'est construite avec le temps.
En France, la série n'est que partiellement publiée, d'abord chez Dark Horse France avec L'Enfant guerrier, première publication française de la série, mais dernier arc de la série régulière et qui a été interrompu au troisième volume (format franco belge de 48 pages) avec l'épisode 6 sur les 10 qui composent cette arc centré sur le Grendel Prime. Puis ce sera soit des mini séries soit des arcs tirés de la série Grendel tales qui seront publiées ici et là chez Dark Horse avec Devils and Deaths et Devil's Choice, puis chez Panini Comics/Génération Comics avec 4 Démons, 1 Enfer et finalement avec Semic : L'Enfant du démon et L'Évangile du démon.
La publication de L'Enfant guerrier en 1993 par Dark Horse France doit s'expliquer par le fait que c'est la première publication américaine inédite de la franchise chez Dark Horse. Les précédents arcs (volume 2 #01 à 40) ayant été publiés chez Comico, les droits sont restés bloqués jusqu'à la faillite de ce dernier en 1997 car leur première réédition dans le giron de Dark Horse n'est arrivée qu'à partir de 2000 en single et découpée en mini séries pour chaque arc.
Depuis le 28 janvier 2022, Urban comics, sous le label Urban Cult, publie pour la première fois une intégrale. Prévus en quatre volumes, cette édition se base sur le découpage des Omnibus américains mais en proposant un format se rapprochant du "Hard Cover".(au 15 novembre 2023, le volume 4 est sans date de sortie).

## Chronologie des sagas

### Les premières histoires (Comico Primer#2;Grendelvol.1 #1-3)
Ces épisodes présentent Hunter Rose, un jeune génie écrivain le jour et justicier masqué la nuit. Bien que possédant les attributs d'un super-héros, Hunter Rose est également le chef d'une organisation criminelle, ce qui l'apparente à un super-vilain. De même, son ennemi le loup-garou Argent, membre des forces de police, se comporte souvent d'une manière correspondant peu à l'éthique supposée de sa profession. L'ambiguïté morale est une caractéristique importante de la série Grendel, Matt Wagner se refusant à adhérer au manichéisme traditionnel des séries de super-héros.

### Devil by the Deed(publié en épisodes dans la sérieMage, 1984-1986)
Cette saga raconte à nouveau les épisodes précédents, considérés par Matt Wagner comme un « brouillon ».
Eddie est un jeune garçon incroyablement doué en tout, ce qui rend sa vie mortellement ennuyeuse, jusqu'à ce qu'il vive une aventure torride avec Jocasta Rose, une rivale à un tournoi d'escrime qui seule s'est révélée à sa hauteur. Lorsque Jocasta meurt, Eddie, bouleversé, adopte une nouvelle identité - ou plutôt deux. Il devient Hunter Rose, un riche écrivain, mais aussi Grendel, un assassin costumé qui se construit un empire du crime à ses ordres. Il est pourchassé par Argent, un loup-garou assoiffé de violence qui travaille pour la police dans l'espoir de racheter ses fautes.
Hunter Rose adopte une petite fille, Stacy Palumbo, la fille d'un gangster qu'il a assassiné. Argent s'attache aussi à Stacy et cherche à l'arracher de l'influence de Rose. Mais lorsque Stacy découvre que Hunter Rose est Grendel, elle le livre à Argent. Les deux rivaux s'affrontent sur le toit d'un temple maçonnique, la bataille s'achevant par la mort de Grendel, Argent restant quant à lui paralysé à la suite de ses blessures.

### Devil’s Legacy(Grendelvol.2 #1-12)
Dessin : Arnold et Jacob Pander.
L'héroïne de cette saga est Christine Spar, la fille de Stacy Palumbo. Celle-ci prend l'identité de Grendel dans l'espoir de secourir son fils, Anson, enlevé par Tujiro XIV, une vampire danseuse Kabuki. L'âme de plus en plus consumée par Grendel, Christine se laisse aller à la violence et entre en conflit avec le capitaine Wiggins, policier new-yorkais doté d'un œil cybernétique et ayant la faculté de détecter le mensonge. Celui-ci fait appel à Argent qui affronte la nouvelle Grendel, aucun des deux protagonistes ne survivant à ce combat.

### The Devil Inside(Grendelvol.2 #13-15)
Dessin : Bernie Mirault.
Brian Li Sung, chorégraphe de Tujiro et amant de Christine Spar, se met à la recherche du journal intime de cette dernière, incité en cela par le capitaine Wiggins. Sa raison vacille peu à peu, et il devient persuadé que c'est Grendel qui dirige ses actes. Il se fabrique alors un costume de Grendel dans le but d'assassiner Wiggins, mais celui-ci l'abat.

### Devil Tracks and Devil Eyes(Grendelvol.2 #16-19)
Dessin : Matt Wagner.
Ces épisodes racontent des aventures d'Hunter Rose telles qu'imaginées par le capitaine Wiggins. Il lui avait été demandé, longtemps après les évènements, d'écrire quelque chose sur Grendel, mais, ne voulant pas réveiller de vieux fantômes, il préfère inventer de toutes pièces des récits concernant Hunter Rose, le seul Grendel qu'il n'a jamais rencontré.

### The Incubation Years(Grendelvol.2 #20-23)
Dessin : Hannibal King et Tim Sale.
Ces épisodes voient la série devenir de plus en plus expérimentale dans sa narration et critique dans son discours. On y retrouve le capitaine Wiggins, désormais riche et célèbre grâce à ses romans sur Grendel, dont l'œil cybernétique détecteur de mensonges lui révèle un monde dirigé par la cupidité et l'arrivisme manipulateur. L'environnement dans lequel les personnages évoluent est une vision pessimiste de notre futur: corruption politique, crise sociale, guerre nucléaire, catastrophes écologiques…

### God and the Devil(Grendelvol.2 #24-33)
Dessin : John K. Snyder III et Jay Geldof.
Cette saga débute la période la plus ambitieuse de la série qui n'a désormais plus que de très lointains rapports avec l'histoire d'Hunter Rose.
L'histoire se déroule au XXVIe siècle. La plus grande partie du monde est contaminée tandis que les États-Unis sont fragmentés en plusieurs systèmes corporatiques dominés par une Église catholique désormais basée à Vatican Ouest (Colorado) et dirigée par le pape Innocent XLII.
Orion Assante, un riche aristocrate, essaye de combattre la corruption financière de l'Église de l'intérieur du système, tandis qu'un terroriste anticlérical qui a repris l'identité de Grendel utilise lui des méthodes beaucoup plus radicales. Il s'agit d'Eppy Thatcher, un ouvrier déséquilibré persuadé d'être la victime de la haine de Dieu, et dont les capacités sont altérées par une drogue chimique elle-même nommée Grendel. Pour le combattre, l'Église crée une Seconde Inquisition. Le Pape Innocent, en réalité le vampire Tujiro, essaye de construire une arme qui, installée en haut d'une tour érigée à sa gloire, permettra de bloquer les rayons du soleil.

### Devil’s Reign(Grendelvol.2 #34-40)
Dessin : Tim Sale.
Après les évènements de God and the Devil et la mort de Tujiro, le pays est ravagé. Une communauté de vampires s'est installée à Las Vegas. Orion Assante, qui semble à son tour possédé par Grendel, tente de rétablir l'ordre grâce à une armée privée et un réseau médiatique tous deux nommés « L’Épée d’Orion ». Cette saga de politique-fiction est consacrée à la manière dont il gère ses rapports avec les autres puissances du globe, opposées à ses projets. Après avoir utilisé l'arme de Tujiro pour rayer le Japon de la carte, il devient le premier empereur planétaire et se fait appeler « Orion Ier le Grendel-Khan ». Les hommes de son armée personnelle sont nommés à leur tour Grendels et bénéficient d'un rang élevé dans la société.

### Silverback
Cette série de trois épisodes réalisée par Matt Wagner et William Moesmer-Loebs (coscénariste et dessinateur) en 1989 raconte l'origine du loup-garou Argent en s'inspirant des légendes amérindiennes.

### War Child(Grendel: War Child#1-10)
Dessin : Patrick McEown.
Conçue initialement pour être les numéros 41 à 50 de la série régulière Grendel, cette saga fut finalement publiée en 1992 chez l'éditeur Dark Horse, après que Matt Wagner en a récupéré les droits de publication.
Dix ans après la mort d'Orion Ier, son fils Jupiter est enlevé dans son palais/prison par un Grendel solitaire surnommé « Le Paladin » et qui sera plus tard connu sous le nom « Grendel-Prime ». La régente, la veuve d'Orion Laurel Kennedy envoie ses hommes à leurs trousses. Au cours de la poursuite, Grendel-Prime se révèle être un cyborg alimenté à l'énergie solaire, créé par Orion Ier pour protéger Jupiter jusqu'à ce qu'il soit suffisamment vieux pour assumer le rôle de Grendel-Khan. Grendel-Prime et Jupiter vont alors consacrer les dix années suivantes à préparer une révolte afin de rendre à Jupiter son trône, entre les mains d'Abner Heath, premier ministre de Laurel Kennedy l'ayant écarté du pouvoir.

### Batman/Grendel
Cette série en deux épisodes faisant se rencontrer Batman et Grendel avait été réalisée par Matt Wagner dans les années 1980 mais sa sortie fut annulée à la suite de la faillite de Comico. Elle fut finalement publiée par DC Comics en 1993.

### Grendel Tales
- Four Devils, One Hell par James Robinson et Teddy Kristiansen (1993)
- Devil’s Hammer par Rob Walton (1994)
- The Devil in Our Midst par Steven T. Seagle et Paul Grist (1994)
- Devils and Deaths par Darko Macan et Edvin Biukovic (1994)
- Homecoming par Patrick McEown (1994)
- Devil’s Choices par Darko Macan et Edvin Biukovic (1995)
- The Devil May Care par Terry LaBan et Peter Doherty (1995)
- The Devil’s Apprentice par Jeffrey Lang et Steve Lieber (1997)

### Devil’s Quest
Il s'agit d'un album compilant des histoires courtes par Matt Wagner publiées à la fin des épisodes de Grendel Tales. Situé plusieurs siècles après War Child, on y voit le nouveau Grendel-Khan essayer de retrouver la trace de Grendel-Prime, celui-ci tentant quant à lui de rentrer en contact avec l'âme d'Hunter Rose grâce à un rituel magique…

### Batman/GrendelII
…ce qui le transportera dans le passé, où Batman, dans cette nouvelle série de deux épisodes par Matt Wagner, l'empêchera de sacrifier des centaines de personnes afin de terminer son rituel.

### Grendel: Black, White and Red;Grendel: Red, White and Black
Deux séries de quatre numéros chacune, présentant des histoires courtes écrites par Matt Wagner et dessinée par divers artistes, revenant sur l'histoire d'Hunter Rose. Comme le titre l'indique, ces épisodes sont en quasi-noir et blanc, la seule couleur additionnelle étant le rouge.

### Devil Child
Ces deux épisodes écrits par Diana Schutz (la directrice de publication de longue date des séries de Matt Wagner) et dessinés par Tim Sale, publiés en 1999, reviennent sur l'histoire de Stacy Palumbo et la naissance de sa fille Christine Spar.

### Grendel: Past Prime
Il s'agit d'un roman écrit par Greg Rucka et illustré par Wagner, racontant une aventure de Grendel-Prime.

### Behold the Devil(Grendel: Behold the Devil#0-9)
Dessin & scénario : Matt Wagner
En juillet 2007, Matt Wagner & Dark Horse lancent une nouvelle série mettant en scène Hunter Rose avec un numéro zéro à 50 cents. Cette série célèbre les 25 ans de Grendel. Le 1er numéro sort en Novembre de la même année et l'arc comporte 8 numéros (9 en comptant le 0).

### Sympathy from the Devil
Dessin & scénario : Matt Wagner
Une histoire courte publiée en octobre 2011 dans le cadre du soutien au « Comic Book Legal Defense Fund » une association sans but lucratif qui aide les auteurs de comics ayant des problèmes judiciaires liés à leurs emplois.

### Grendel vs. The Shadow
Dessin & scénario : Matt Wagner

Couleurs : Brennan Wagner
Dark Horse et Dynamite s'associent en 2014 pour publier dans un format prestigieux une série team up mettant en scène le Grendel et le Shadow en trois numéros écrits et dessinés par Matt Wagner, le 1er numéro est publié en septembre 2014.
La mise en couleur est signé par Brenan Wagner le fils de Matt Wagner.

### Devil's Odyssey(Grendel: Devil's Odyssey#1-8)
Dessin & scénario : Matt Wagner

Couleurs : Brennan Wagner
Cette nouvelle mini série en huit parties suit le voyage spatial de Grendel Prime partie à la recherche d'une nouvelle planète pour accueillir l'humanité.
Le 1er numéro est sortie en octobre 2019, après un an de hiatus dû à la pandémie de Covid-19, le dernier numéro est publié en juillet 2021 et une édition compilée est sortie en décembre de la même année.

### Devil's Crucible
Dessin & scénario : Matt Wagner

Couleurs : Brennan Wagner
Une trilogie de mini séries est annoncée à la fin de Devil's Odyssey elles comporterons chacune quatre épisodes :
1. Devil's Crucible - Defiance #1-04
2. Devil's Crucible - Sedition #1-04
3. Devil's Crucible - Necrotic #1-04

## Prix et récompenses
- 1993 : Prix Eisner de la meilleure mini-série pour L'Enfant guerrier

## Publication en français
- L’Enfant guerrier, Dark Horse France, 3 vol., 1993.
- Grendel Tales, Dark Horse France :

1. L’Ultime Sacrifice, 1996
2. L’Ultime Bataille, 1996

- Quatre démons, un enfer, Panini comics, 2003.
- L’Enfant du démon, Semic, 2007.
- L’Évangile du démon, Semic, 2008.
- Grendel Intégral en 4 volumes URBAN CULT, Urban, 2022.

1. Volume 1 : Hunter Rose, Urban, 28 janvier 2022. (Contenu vo : Grendel Omnibus vol.1 : Devil by the Deed + Black, White & Red #1-4 + Red, White & Black #1-4 + Behold the Devil)
2. Volume 2 : Christine Spar, Urban, 24 juin 2022. (Contenu vo : Grendel Omnibus vol.2 : Devil Tales + Devil Child + Devil's Legacy + The Devil Inside).
3. Volume 3 : Orion Assente, Urban, 14 avril 2023. (Contenu vo : Grendel Omnibus vol.3 : The incubation years + God and the Devil + Devil's Reign)
4. Volume 4 : Prime, Urban, A paraitre. (Contenu vo : Grendel Omnibus vol.4 : War Child + Devil Quest + Past Prime)

### Documentation
- (en) Diana Green, « Grendel », dans M. Keith Booker (dir.), Encyclopedia of Comic Books and Graphic Novels, Santa Barbara, Grenwood, 2010, xxii-xix-763 (ISBN 9780313357466), p. 269-271.
- Mark Ham, « Wagner Fortissimo », BoDoï, no 16,‎ février 1999, p. 16.